# Waldemar Victorino
Artikeln följer den spanska namnseden; faderns efternamn är Victorino.
Waldemar Victorino Barreto, född 22 maj 1952 i Montevideo, död 29 augusti 2023 i Montevideo, var en uruguayansk fotbollsspelare, aktiv under 1970- och 1980-talen.
Victorino debuterade i Uruguays herrlandslag i fotboll den 9 juni 1976, och spelade sin sista landslagsmatch den 13 september 1981 (5 år och 96 dagar), med 33 spelade matcher och 15 gjorda mål.
Waldemar Victorino var farbror till fotbollsspelaren Mauricio Victorino, även han landslagsman för Uruguay.